# Joseph Sikora

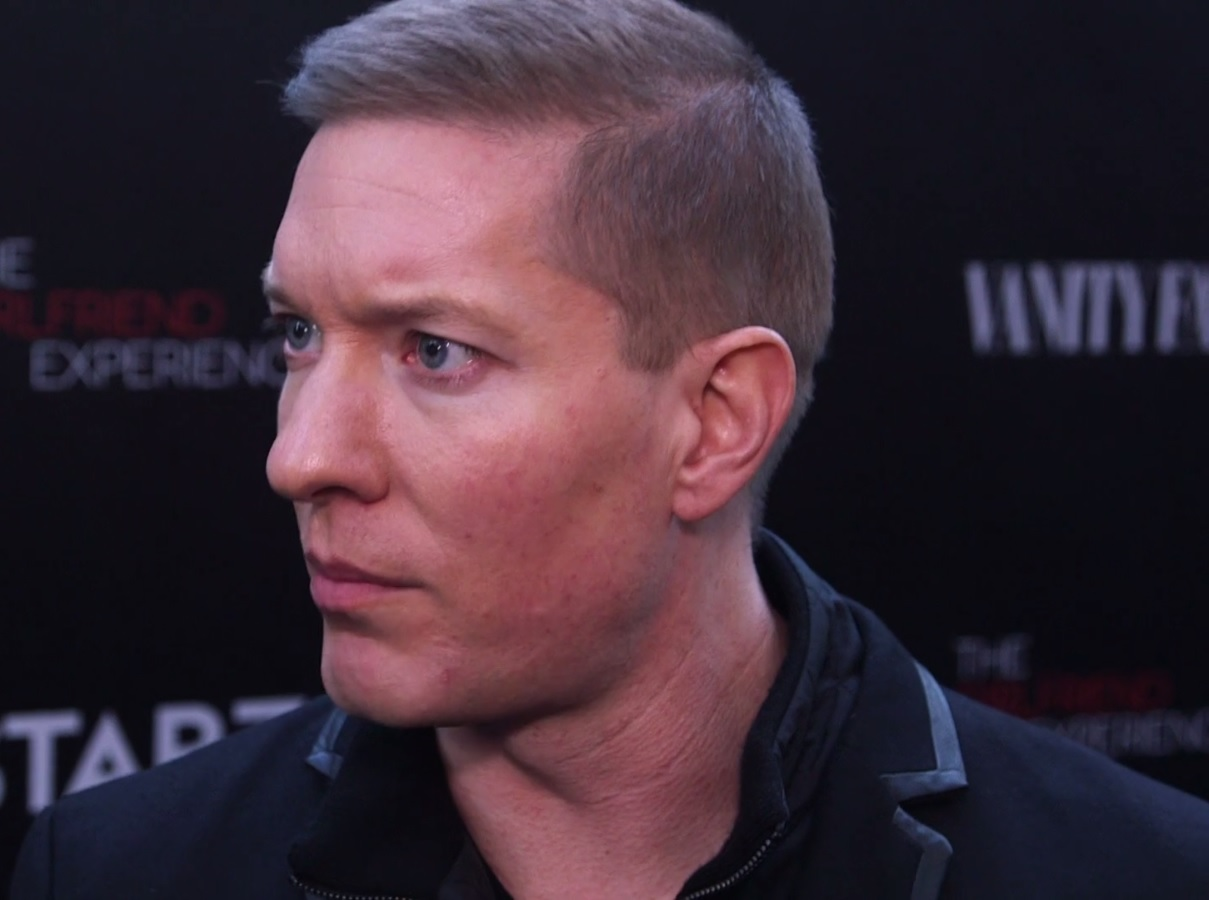
Joseph Sikora

Joseph Sikora (* 27. Juni 1976 in Chicago, Illinois) ist ein US-amerikanischer Schauspieler. Sikora wurde unter anderem durch seine Rolle als Tommy Egan in der Fernsehserie Power bekannt.

## Karriere
Als Kind trat Sikora mit Michael Jordan in einem McDonald’s-Werbespot auf. Er gab sein Broadwaydebüt im Jahr 2006, nachdem er als einer der Hauptdarsteller in The Caine Mutiny Court-Martial besetzt worden war. Er ist außerdem Ensemble Mitglied der Shattered Globe Theatre Company in Chicago.
Sikora gab sein Schauspieldebüt in einer Episode von The New Adam-12, nachdem er in einigen Fernsehserien als Statist gespielt hatte. Er hatte kleine Auftritte in Fernsehsendungen und Filmen wie Allein gegen die Zukunft, Turks, The Watcher und Ghost World. Er war in zwei Folgen von Third Watch zu sehen.

## Filmografie (Auswahl)

### Filme
- 1993: Rudy
- 1997: Die Hochzeit meines besten Freundes (My Best Friend’s Wedding)
- 2000: The Watcher
- 2003: Gacy
- 2003: Normal
- 2007: Night Skies
- 2010: Shutter Island
- 2012: Safe – Todsicher (Safe)
- 2012: Jack Reacher
- 2019: The Intruder
- 2019: Jacob’s Ladder
- 2023: Fear

### Serien
- 1990: The New Adam-12 (Folge 1x01)
- 1998: Allein gegen die Zukunft (Early Edition, Folge 3x11)
- 2002: Frasier (Folge 9x24)
- 2004: Monk (Folge 2x10)
- 2004: Third Watch – Einsatz am Limit (Third Watch, 2 Folgen)
- 2004: CSI: NY (Folge 1x05)
- 2005: Emergency Room – Die Notaufnahme (ER, Folge 11x22)
- 2005: Grey’s Anatomy (Folge 2x07)
- 2005: Criminal Minds (Folge 1x08)
- 2005: Without a Trace – Spurlos verschwunden (Without a Trace, Folge 4x12)
- 2006: CSI: Miami (Folge 4x17)
- 2006: Prison Break (Folge 1x16)
- 2008: Lost (Folge 4x12)
- 2009: Dollhouse (Folge 2x03)
- 2010: Rubicon (2 Folgen)
- 2010: Law & Order: Special Victims Unit (2 Folgen)
- 2010–2011: Boardwalk Empire (2 Folgen)
- 2011: Body of Proof (Folge 1x01)
- 2011: White Collar (Folge 2x13)
- 2011: Blue Bloods – Crime Scene New York (Blue Bloods, Folge 1x17)
- 2011–2014: The Heart, She Holler (20 Folgen)
- 2013: Good Wife (The Good Wife, Folge 5x09)
- 2014: True Detective (2 Folgen)
- 2014: Banshee – Small Town. Big Secrets. (Banshee, 3 Folgen)
- 2014: Unforgettable (Folge 2x11)
- 2014–2020: Power (63 Folgen)
- 2015: The Player (Folge 1x02)
- 2016–2017: Underground (3 Folgen)
- 2016: Chicago P.D. (Folge 3x23)
- 2018: Maniac (2 Folgen)
- 2020–2022: Ozark (14 Folgen)
- 2021–2023: Power Book II: Ghost (3 Folgen)
- seit 2022: Power Book IV: Force